# Adhiszthanaśarira
Adhiszthanaśarira („ciało podtrzymujące”)
– ciało subtelne w hinduizmie, jedna z powłok istoty ludzkiej (śarira) w jaką przyobleka się pierwiastek duchowy człowieka wraz z ciałem subtelnym (sukszmaśarira) po opuszczeniu ciała fizycznego (sthulaśarira) po śmierci.
Umożliwia doświadczanie wrażeń w sferach pośmiertnej egzystencji, jak niebo czy piekło, zanim nie nastąpi ponowna inkarnacja w świecie fizycznym.
Inne nazwy dla ciała podtrzymującego to:
- pretaśarira – ciało preta
- atiwahikaśarira – ciało przenoszące lub ciało przejściowe
- jatanadeha – ciało udręki
- bhogadeha – ciało doświadczeń
- pindaśarira – ciało z gomółek ryzowych pinda